# 張雪迎
張雪迎（1997年6月18日—），浙江省義烏市人，中國大陸女演員。2020年畢業於中央戲劇學院表演系本科班。主角作品有《狗十三》、《泡沫之夏》、《白发》等。

## 演藝經歷
張雪迎於1997年出生於中國浙江省義烏市。六歲時因探班在劇組的姐姐，被導演相中，開始演戲。其在《愛盛開》、《潜伏》、《美人心計》、《爸爸天亮叫我》、《美人無淚》、《笑傲江湖》等劇中的出色表演，得到了許多觀眾的讚賞及喜愛。
2012年因飾演電視劇《美人无泪》中的「宛寧」一角而人氣急升。
2014年，飾演《神雕俠侶》中「郭襄」一角而備受關注，為更多觀眾所熟知。
2016年4月，張雪迎以115.2高分成為中央戲劇學院藝考全國第一名。2016年6月23日，其透過微博公布高考成績415分，超過北京藝考生的高考標準，順利進入中戲就讀。
2017年，張雪迎參加《演員的誕生》，於節目中的出色表現頗受好評，為中國娛樂圈最受期待的新生代演員之一。
2018年，张雪迎主演的曹保平执导的电影《狗十三》上映，在片中演技受到大众好评。

## 演出作品

### 电视剧／网络剧
| 首播年份 | 剧名                 | 角色            | 備註             |
| 2003年   | 《永樂英雄兒女》     | 錦娘(童年)      |                  |
| 2004年   | 《281封信》          | 朵朵            |                  |
| 2004年   | 《朱元璋》           | 青兒            |                  |
| 2005年   | 《新聊齋》           | 小翠            |                  |
| 2005年   | 《功夫狀元》         | 小ㄚ            |                  |
| 2005年   | 《紅孩兒》           | 小龍女          |                  |
| 2005年   | 《福貴》             | 鳳霞(童年)      |                  |
| 2006年   | 《船政風雲》         | 阿香(童年)      |                  |
| 2006年   | 《楊乃武與小白菜》   | 小白菜(童年)    |                  |
| 2007年   | 《寧為女人》         | 月白            |                  |
| 2007年   | 《大明奇才》         | 小姑            | 客串             |
| 2007年   | 《大劇院》           | 徐英(童年)      |                  |
| 2007年   | 《紅海棠》           | 芡實(童年)      |                  |
| 2007年   | 《大唐游俠傳》       | 花兒            |                  |
| 2007年   | 《大人物》           | 思思            |                  |
| 2007年   | 《封神榜之鳳鳴岐山》 | 彩雲            |                  |
| 2007年   | 《粉墨王侯》         | 菊兒            |                  |
| 2008年   | 《愛盛開》           | 幽蘭(童年)      |                  |
| 2008年   | 《新安家族》         | 羅絲            |                  |
| 2008年   | 《爸爸天亮叫我》     | 妞兒            |                  |
| 2008年   | 《潜伏》             | 小姑娘          | 第13集出現       |
| 2008年   | 《射鵰英雄傳》       | 小姑娘          |                  |
| 2009年   | 《玫瑰江湖》         | 斯如(童年)      |                  |
| 2009年   | 《女神捕》           | 如意            |                  |
| 2009年   | 《我是你兒子》       | 陳燕            |                  |
| 2009年   | 《美人心計》         | 館陶公主(童年)  |                  |
| 2010年   | 《以母親的名義》     | 婷婷            |                  |
| 2010年   | 《創世紀風雲之阿誠》 | 靜宜(童年)      |                  |
| 2010年   | 《大廚》             | 中秀兒          |                  |
| 2011年   | 《瘋ㄚ頭》           | 西西            |                  |
| 2011年   | 《風車》             | 單紅(童年)      |                  |
| 2012年   | 《山河戀·美人無淚》  | 宛寧/英俊(假名) | 台灣為：后宮美人計 |
| 2013年   | 《笑傲江湖》         | 老不死          | 客串             |
| 2014年   | 《神鵰侠侣》         | 郭襄            |                  |
| 2015年   | 《古镜》             | 石晶            |                  |
| 2015年   | 《旋风少女第一季》   | 李恩秀          |                  |
| 2015年   | 《大汉情缘之云中歌》 | 抹茶            |                  |
| 2015年   | 《班淑傳奇》         | 劉灩            |                  |
| 2016年   | 《青丘狐传说》       | 红亭            | 單元「长亭」     |
| 2016年   | 《十五年等待候鸟》   | 韩以晨          |                  |
| 2016年   | 《我的继父是偶像》   | 康妮            |                  |
| 2017年   | 《青春最好时》       | 初音音/夏儿     |                  |
| 2018年   | 《泡沫之夏》         | 尹夏沫          | 女主角           |
| 2019年   | 《白发》             | 容乐/漫夭/秦漫  |                  |
| 2019年   | 《热血少年》         | 賀紅衣          |                  |
| 2021年   | 《理想照耀中国》     | 伍仲文          | 单元《同行祭》   |
| 2021年   | 《你的名字我的姓氏》 | 連心            | 2016年拍摄       |
| 2022年   | 《墨白》             | 陆完完/鋤禾     | 网络剧           |
| 2023年   | 《择君记》           | 沈妙            | 网络剧           |
| 2024年   | 《燃！沙排少女》     | 李果朵          | 2020年拍摄       |
| 2024年   | 《锦衣夜行》         | 孙妙戈          | 2015年拍摄       |
| 2024年   | 《二十一天》         | 海美            | 网络剧           |
| 待播     | 《轻年》             | 金彤            |                  |
| 待播     | 《谷雨》             |                 |                  |
| 待播     | 《此处通往繁星》     |                 |                  |

### 电影
| 播出時間 | 剧名                 | 角色   | 备注 |
| 2005年   | 《冬天里的童话》     | 婷婷   |      |
| 2006年   | 《霍元甲》           | 小姑娘 |      |
| 2007年   | 《花与棋》           | 小梅   |      |
| 2011年   | 《女儿》             | 小鳳   |      |
| 2012年   | 《岁月无声》         | 多多   |      |
| 2014年   | 《片警妈妈》         | 张玉苗 |      |
| 2015年   | 《爱我就陪我看电影》 | 丝雨   |      |
| 2015年   | 《穿越硝烟的歌声》   | 周璇   | 客串 |
| 2016年   | 《当我成为你》       | 苏乔乔 |      |
| 2018年   | 《狗十三》           | 李玩   |      |
| 2021年   | 《追球》             | 谷晴晴 |      |
| 2021年   | 《1921》             | 缪伯英 |      |
| 2022年   | 《暗恋·橘生淮南》    | 洛枳   |      |
| 2024年   | 《孤星计划》         | 丁梦华 |      |
| 待播     | 《少年时代》         |        |      |
| 待播     | 《酱园弄》           |        |      |
| 待播     | 《抓特务》           |        |      |

### 短片
- 《偷錢》 飾 小平姐

## 音乐作品
| 播出时间      | 歌曲               | 剧名                             |
| 2017年5月4日  | 《梦想开始的地方》 | 2017央视五·四晚会                |
| 2018年4月14日 | 《清平调》         | 《经典咏流传》第十期             |
| 2018年5月4日  | 《强国一代有我在》 | 五四青年节献礼曲                 |
| 2018年5月8日  | 《被你拯救的我》   | 电视剧《泡沫之夏》片尾曲         |
| 2019年5月24日 | 《忘憂》           | 电视剧《白髮》片尾曲             |
| 2021年7月26日 | 《給親愛的你》     | 电视剧《你的名字我的姓氏》宣傳曲 |

## 综艺节目
| 播放日期 | 播放日期 | 电视台   | 节目名称                     | 内容                                                   |
| -------- | -------- | -------- | ---------------------------- | ------------------------------------------------------ |
| 2010年   | 5月21日  | 央視網   | 《明星来了》                 | 第8期 評委                                             |
| 2010年   | 12月10日 | 央视网   | 《中国科技馆》               | 主持                                                   |
| 2010年   | 12月27日 | 央视网   | 《中国电影博物馆 》          | 主持                                                   |
| 2015年   | 1月16日  | 湖南卫视 | 《天天向上》                 |                                                        |
| 2016年   | 1月17日  | 湖南卫视 | 《妈妈的牵挂》               | 旋风少女张雪迎代班杨紫 林思意情绪崩溃怒砸摄像机        |
| 2016年   | 1月31日  | 湖南卫视 | 《妈妈的牵挂》               | 摇滚模特的艰辛追梦路                                   |
| 2016年   | 2月12日  | 湖南卫视 | 《天天向上》                 |                                                        |
| 2016年   | 2月14日  | 湖南卫视 | 《妈妈的牵挂》               | 残疾妈妈轮椅上学舞 撑起90后儿子舞蹈梦                  |
| 2016年   | 3月20日  | 湖南卫视 | 《妈妈的牵挂》               | 宁桓宇“卧底”消防支队 与90后战士共诉拳拳孝心            |
| 2016年   | 3月25日  | 爱奇艺   | 《大牌对王牌》               |                                                        |
| 2016年   | 3月27日  | 湖南卫视 | 《妈妈的牵挂》               | 90后“港漂”学霸致力留住乡愁                             |
| 2016年   | 3月29日  | 搜狐     | 《WAKOO！娱小姐》            |                                                        |
| 2016年   | 4月10日  | 湖南卫视 | 《妈妈的牵挂》               |                                                        |
| 2016年   | 5月20日  | 爱奇艺   | 《大牌对王牌》               |                                                        |
| 2016年   | 5月20日  | 深圳卫视 | 《年代秀》                   |                                                        |
| 2016年   | 5月22日  | 安徽卫视 | 《超级大首映》               |                                                        |
| 2017年   | 5月4日   | CCTV     | 《2017五四晚会—五月的鲜花 》 | 歌曲：梦想开始的地方( 与张子枫一起演唱)                |
| 2017年   | 6月2日   | 优酷网   | 《芭姐挑战你》               |                                                        |
| 2017年   | 7月14日  | 湖南卫视 | 《天天向上》                 | 天天零食大赏                                           |
| 2017年   | 8月2日   | 爱奇艺   | 《大学生来了2》              | 与郭俊辰                                               |
| 2017年   | 12月9日  | 浙江卫视 | 《演员的诞生》               | 《将爱情进行到底》                                     |
| 2017年   | 12月16日 | 浙江卫视 | 《演员的诞生》               | 与章子怡影视化拍摄（索菲亚）                           |
| 2017年   | 12月23日 | 浙江卫视 | 《演员的诞生》               | 《我的前半生》                                         |
| 2017年   | 12月23日 | 爱奇艺   | 《萌宠小大人》               | 飞行嘉宾                                               |
| 2018年   | 1月6日   | 浙江卫视 | 《演员的诞生》               | 《滚蛋吧！肿瘤君》                                     |
| 2018年   | 2月2日   | 浙江卫视 | 《王牌对王牌3》              | 演员的诞生15强                                         |
| 2018年   | 2月14日  | CCTV3    | 《东南西北贺新春》           | 和莫华伦合唱四首歌曲                                   |
| 2018年   | 2月20日  | 浙江卫视 | 《围炉夜话》                 | 《演员的诞生》十强围坐，共赏未播片段                   |
| 2018年   | 2月21日  | 浙江卫视 | 《围炉夜话》                 | 《推拿》                                               |
| 2018年   | 2月23日  | 浙江卫视 | 《王牌对王牌3》              | 《奋斗》                                               |
| 2018年   | 3月15日  | 深圳卫视 | 《非常静距离》               | 专访嘉宾                                               |
| 2018年   | 3月17日  | 湖南卫视 | 《快乐大本营》               | 歌手组 PK 演员组                                       |
| 2018年   | 4月14日  | CCTV1    | 《经典咏流传》               | 演唱《清平调》                                         |
| 2018年   | 5月14日  | 浙江卫视 | 《女人有话说》               | 与阚清子、奚梦瑶、谢依霖                               |
| 2018年   | 7月7日   | 浙江卫视 | 《高能少年团》               | 與張一山、楊紫、王俊凱、董子健、林彥俊、迪瑪希、任嘉倫 |
| 2018年   | 7月14日  | 浙江卫视 | 《高能少年团》               |                                                        |
| 2019年   | 7月6日   | 湖南卫视 | 《快乐大本营》               |                                                        |
| 2019年   | 12月6日  | 腾讯视频 | 《演员请就位》               | 第九期，赵薇组《长岛冰茶》助演嘉宾                     |
| 2019年   | 12月18日 | 愛奇藝   | 《漫遊全世界》               | 與好友曾舜晞                                           |
| 2019年   | 12月25日 | 愛奇藝   | 《漫遊全世界》               | 與好友曾舜晞                                           |

## 獎項
- 德國柏林國際電影節《第64屆柏林影展》水晶熊獎 [5]

## 外部連結
- 張雪迎的新浪微博
- 張雪迎的新浪博客
- 张雪迎的Instagram帳戶